# Museu de Miniatures i Microminiatures de Besalú
El Museu de Miniatures i Microminiatures de Besalú (Micromundi) és un museu de miniatures que fins al 2020 estava situat a Besalú (la Garrotxa), a l'edifici de l'antiga fàbrica tèxtil de Cal Coro (situada al costat del monestir de Sant Pere). Exposava més de 2.000 peces de miniatures i microminiatures elaborades per artistes d'arreu del món organitzades temàticament. Es tracta d'una de les col·leccions més completes i variades d'Europa i la primera de Catalunya d'aquest tipus. L'espai té una superfície total de 400 m² i està habilitat per a persones amb mobilitat reduïda i hipoacústics.

## Història

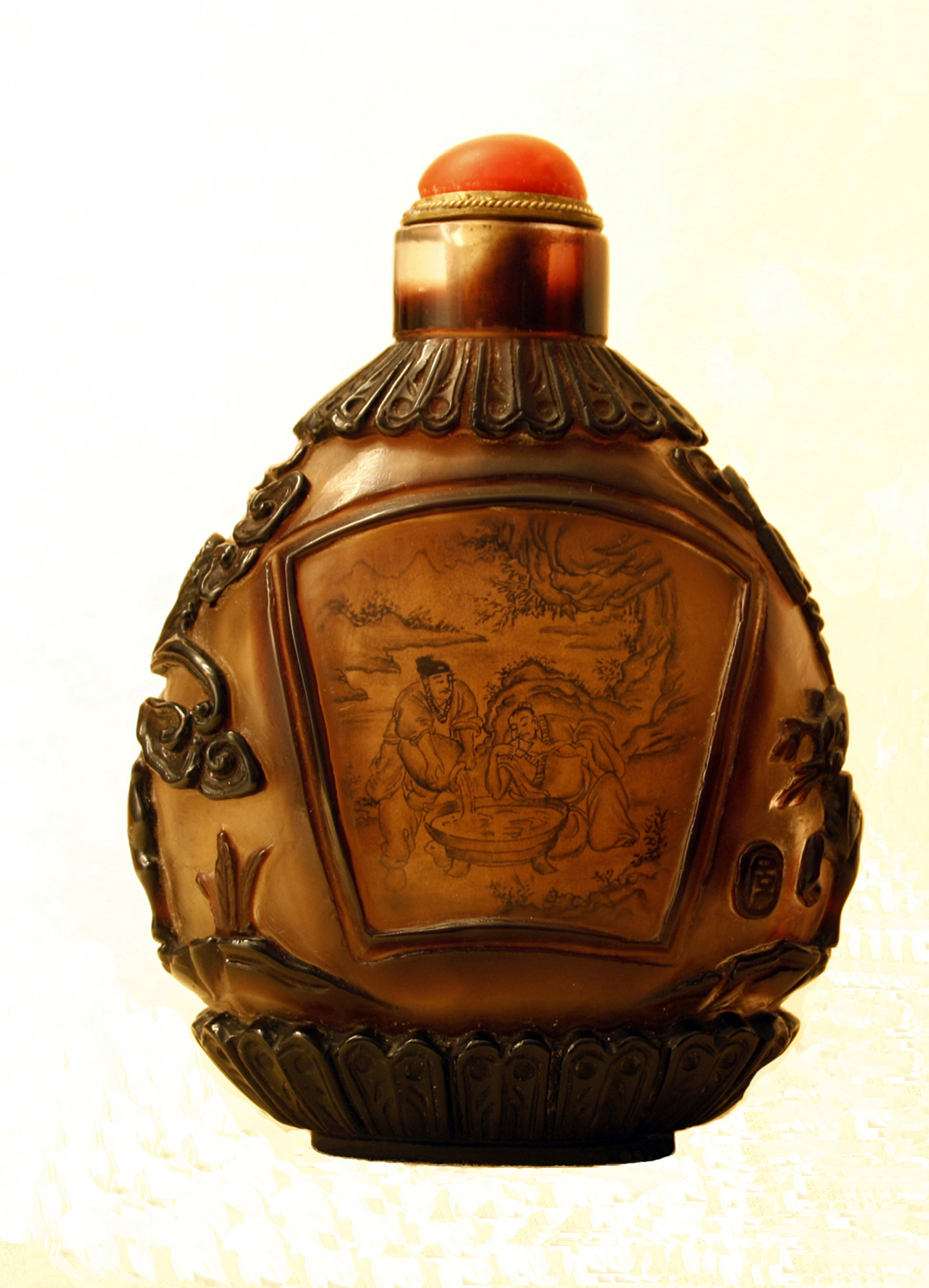
Tabaquera xinesa, una de les joies de la col·lecció

El museu va ser creat i fundat el 2007 pel joier gironí Lluís Carreras i Cristòfol, que n'és l'actual director. Carreras, aficionat des de jove a col·leccionar miniatures, l'any 1999 va comprar i restaurar d'estil racionalista l'antic edifici de la fàbrica de Cal Coro, amb la idea d'obrir un espai al públic per exposar-hi la seva col·lecció personal. El 17 d'agost del 2007 Lluís Carreras va fer la presentació del museu i el 25 d'agost del 2007 fou inaugurat.

## Exposició
L'exposició permanent està distribuïda en tres sales i també disposa d'una sala d'exposicions temporals.

### Sala 1: Escenes en miniatura
A la primera sala hi ha exposat un conjunt de diverses botigues a escala 1:12 que reuneixen al seu interior més de 2.000 peces.

### Sala 2: Miniminiatures
A la segona sala hi ha diverses obres de diferents temàtiques fetes a una escala d'entre 1:100 i 1:500. Estan exposades en vitrines i equipades amb una lupa incorporada.

### Sala 3: Microminiatures
A la tercera sala s'exposen diverses microminiatures, recreacions d'escala 1:100.000 que només es poden observar amb l'ajut de microscopis adaptats per a cada una.

## Obres destacades
- 2011: Fermall. Anònima.

Plaça de Sant Pere del Vaticà: Es tracta d'un fermall de 3 cm, fet a finals del segle xix, que les senyores lluïen damunt els seus vestits. La joia està realitzada en materials i pedres precioses. Es tracta d'una representació en una petita peça de l'indret més emblemàtic de l'estat més petit del món, la plaça de Sant Pere del Vaticà. Per dur-la a terme, l'obra està composta per més de 300 tessel·les de pasta vítria amb la tècnica dels mosaics romans d'Orient, envoltada amb una forma ovalada d'aventurina i una orla de motius florals.
- 2012: Tabaquera xinesa.Anònima
- 2013: Circ.Miniatura de l'artista mexicà Ricalde: Tot un món de fantasia recollit en un petit espai. Més de 15 personatges en acció, pallassos, equilibristes, trapezistes, acròbates, domadors, homes forçuts alçant pesos, cavalls, un elefant, un dromedari, un mico... que fan gaudir els espectadors sota una vela acolorida on es fabriquen els somnis. El conjunt, de 7 cm de diàmetre és obra de l'artista mexicà Ricalde que amb gran mestria ha esculpit les figures de 3 mm d'alçada amb palets de fusta i resines policromades, donant-los vida i moviment. Una composició de gran bellesa per representar un espectacle tan màgic i apassionant com és el circ.